# 句安
句 安（こう あん、生没年不詳）は、中国三国時代の武将。初めは蜀漢に仕え、後に魏に降伏した。

## 略歴
魏の嘉平元年（蜀漢の延熙12年、249年）、蜀漢の牙門将として麹山の城を守備しながら、魏の勢力圏にも侵出し、圧力をかけていた。これに対し魏の陳泰らは、麹山の城は堅固ではあっても兵糧の輸送が困難と見て、戦いを避けながらも包囲をかけて補給を断つ。蜀漢の姜維はこの救援に向かったが、魏が退路を断とうとすると戦況の不利を悟り敗走。孤立無援となった句安は同僚の李韶と共に、魏に降伏した。
その後、景元4年（263年）の蜀漢攻略の際、鍾会が戦果報告のために出した上奏の中で、退却する蜀軍を追撃した将の一人としてもその名が見える。

## 三国志演義
小説『三国志演義』では、正史『三国志』とほぼ同じ立場で登場。蜀漢の将として麹山の城の守備を担うが、魏の包囲を受けて救援もなく、渇水のために降伏する（第107-108回）。その後は魏の蜀漢攻略の際に、鍾会配下の将として名前のみ登場する（第116回）。
なお『演義』では苟安（こう あん）という似た名前の人物も第100回で登場し、彼もまた蜀漢から魏へと降るが、あくまで句安とは別人として扱われている。